# Miniatura insulare
La miniatura insulare si riferisce alla produzione di manoscritti miniati, tra il VI e il IX secolo, nei monasteri irlandesi, scozzesi, dell'Inghilterra settentrionale e nei monasteri del continente fondati da iberno-scozzesi o anglosassoni. Tra questi manoscritti vi sono: il Cathach di san Columba; l'Evangeliario di Durrow; i Vangeli di Durham; il celebre Libro di Kells (l'ultimo prodotto, in ragione dello stile decorativo pienamente sviluppato, quasi una summa della categoria); ecc. Questi, assieme ad altri non menzionati, mostrano grandi somiglianze nello stile artistico, nella scrittura e nella tradizione testuale, consentendo agli studiosi di raggrupparli in una medesima famiglia.
L'arte libraria insulare era caratterizzata principalmente dall'uso di una decorazione astratta a struttura lineare continua, con motivi decorativi, soprattutto a intreccio, inseriti in precisi schemi geometrici, e dall'uso di colori vivaci, accostati per contrasto, che costituiscono parte essenziale della composizione. Nel suo insieme, lo stile è dunque potentemente anti-realistico e si discosta nettamente dalla miniatura antico-romana e da quella (allora nascente) bizantina. Le decorazioni miniate appartengono a quattro principali tipologie: 
- incorniciature delle tavole canoniche;
- ritratti degli evangelisti a tutta pagina inseriti in una cornice decorativa;
- pagine con decorazione "a tappeto", che ricopre interamente lo spazio disponibile, spesso intorno ad una grande croce;
- lettere iniziali decorate che occupano quasi interamente la pagina.

Si conoscono oggi una sessantina di manoscritti ascritti alla miniatura insulare, nel cui novero gli esemplari più celebrati sono in gran parte Evangeliari.
Presso alcuni cenobi di fondazione insulare, anche nelle stesse Isole britanniche, vennero anche prodotti manoscritti miniati non insulari, legati alla tradizione realistica classica.

## Storia
La c.d. "Arte insulare" originò dopo la conversione dell'Irlanda da parte di San Patrizio nel IV e V secolo. Le nuove istituzioni religiose della cristianità celtica, organizzate per lo più attorno a monasteri, ordinarono la creazione di numerose opere d'arte, oggetti e paramenti liturgici, e anche manoscritti. Dominavano due tipi di manoscritti: vangeli di piccolo formato da utilizzare da predicatori e missionari o nel culto privato (ad esempio il Libro di Dimma e il Libro di rimuginare ), e opere di grandi dimensioni, riservate ai servizi liturgici dei monasteri, ad es. il celebre Libro di Kells.
I monaci irlandesi parteciparono alla conversione della Scozia e del nord della Gran Bretagna, fondando numerosi monasteri, come l'Abbazia di Iona, fondata da San Columba in Scozia nel 563 e Lindisfarne, fondata da Aidan in Northumbria nel 635. I missionari irlandesi portarono la loro arte in Gran Bretagna insieme alla loro religione. Nel corso del VI e VII secolo, soprattutto dopo la missione gregoriana, il sud della Gran Bretagna subì l'influenza diretta della cristianità continentale, principalmente italiana. Di conseguenza, alcuni manoscritti italiani e bizantini giunsero sull'isola, influenzando anche lo sviluppo della miniatura insulare. A loro volta, i maggiori centri di produzione si concentrarono prima in Northumbria, poi nell'Inghilterra meridionale e nel Kent nel VII e VIII secolo. I monasteri in questi luoghi beneficiavano di condizioni più prospere di quelle irlandesi, nonché della protezione e del patrocinio dei re anglosassoni. Gli scriptoria di Lindisfarne e Iona furono i più prolifici alla fine dell'VIII secolo.
Alla fine del VII secolo, diversi missionari irlandesi guidati da San Colombano si recarono nel continente e contribuirono alla creazione di numerosi monasteri in Francia, Svizzera e Italia settentrionale. Il discepolo di Colombano, San Gallo, partecipò alla fondazione dell'Abbazia di San Gallo (Svizzera) e a St Kilian di Würzburg era attivo nella Germania meridionale. Tutti questi cenobi hanno contribuito a diffondere la calligrafia insulare e le tecniche decorative sui manoscritti prodotti nel continente in questo periodo. Spesso indicati come "franco-sassoni", anche i manoscritti realizzati nel nord della Francia in epoca carolingia mostrano una diretta influenza insulare.
Alcuni miniatori insulari furono invece fedeli imitatori dei modelli naturalistici mediterranei, come attestano le miniature del Codex Amiatinus e una Bibbia proveniente da uno dei due monasteri fortemente romanizzati (Monkwearmouth e Jarrow, in Northumbria) fondati da Benedetto Biscop (628 ca.-690), che copiano modelli probabilmente provenienti da Vivarium, il monastero di Cassiodoro nell'Italia meridionale, e possono essere in parte opera di un artista italiano.

## Caratteristiche
Nonostante la grande diversità di origini dei manoscritti di stile insulare, si possono identificare diverse caratteristiche comuni.

### Trattamento della pergamena
Il trattamento della pergamena crea un aspetto simile alla pelle scamosciata, che la rende molto ricettiva all'inchiostro e al colore. Questo trattamento è stato applicato sia sulla pelle di vitello che sulla pecora. Consente sia la calligrafia sia l'ornamento.

### Motivi ornamentali
L'intreccio è il motivo più noto dell'arte insulare. Questa decorazione, tuttavia, non si limita all'arte celtica della miniatura insulare. Si trova anche in alcuni papiri egizi, opere bizantine e italiane e alcune opere d'arte anglosassoni, come quelle trovate nella tomba di Sutton Hoo. Ma l'uso di questo modello nei manoscritti insulari è quasi sistematico dalla metà del VII secolo in poi. Può riempire lo spazio attorno ad altri tipi di miniatura, oltre a iniziali, cornici, margini e pagine di tappeti. Si possono identificare diversi tipi di intreccio: semplice, doppio o triplo.
I motivi rettilinei includono diamanti, motivi a scacchiera, chiavi e greche. I motivi rotondi includono cerchi, spirali ed eliche sinuose.
I motivi zoomorfi si estendono generalmente nell'intreccio: le loro teste si trovano a un'estremità e occasionalmente la parte posteriore dell'animale riappare all'altra estremità dell'intreccio. Nei manoscritti precedenti, il loro carattere rimane molto schematico ed è difficile identificare specie animali specifiche. Dai Vangeli di Lindisfarne in poi iniziano ad apparire con più realismo alcune specie di animali, in particolare cani e predatori, che richiamano l'arte della caccia apprezzata dall'élite anglosassone.

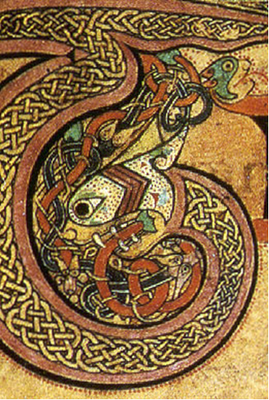
Libro di Kells (f.24), Particolare di un intreccio e una spirale zoomorfa
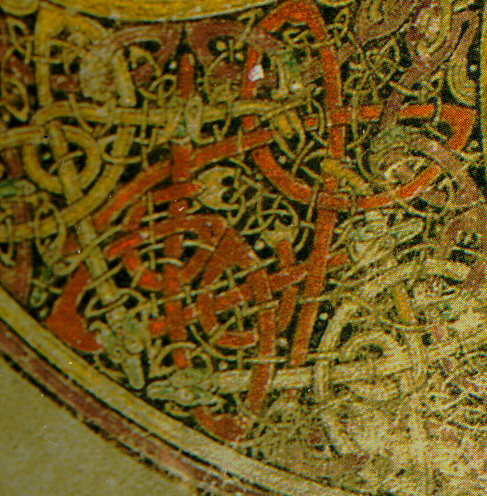
Idem, Particolare dell'intreccio e della decorazione zoomorfa di un Monogramma di Cristo
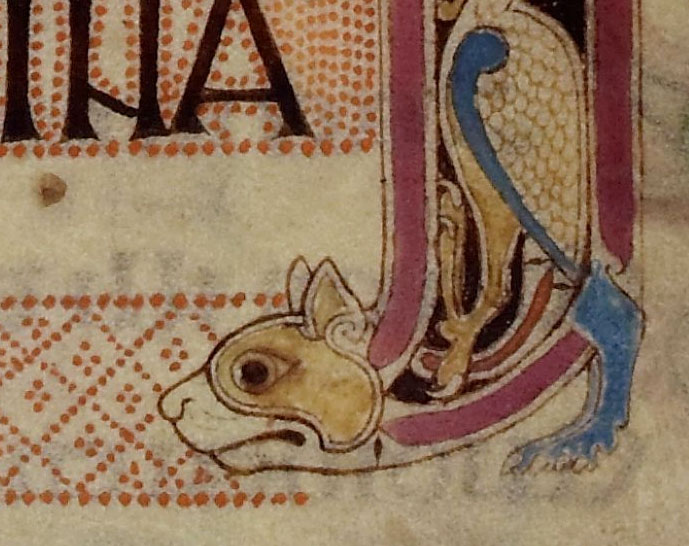
Evangeliario di Lindisfarne (f.139r), Decorazione a forma di gatto

### Capolettera
Il Cathach di san Columba (inizio VII secolo) è il più antico manoscritto esistente con capolettera decorate nel caratteristico stile della miniatura insulare: la prima lettera è incorporata nel testo ed è seguita da altre lettere la cui dimensione diminuisce fino a raggiungere la dimensione del testo principale. Le capolettera stesse sono decorate con curve, spirali, punte e persino teste di animali. Questo tipo di decorazione si trova nell'Arte celtica dalla Cultura di La Tène (VI-I secolo a.C.) in poi e segna il vero inizio della distinzione tra manoscritti insulari e tardo antichi.

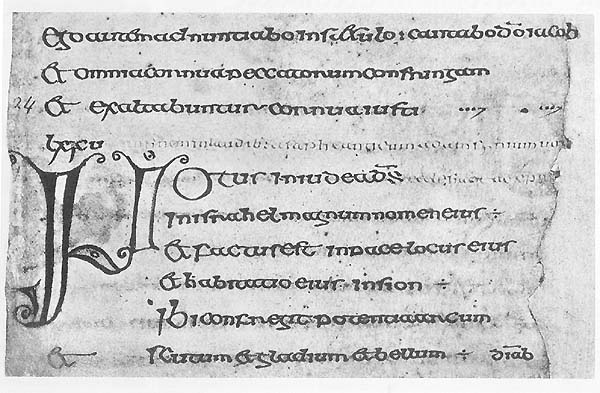
Cathach di san Columba, Particolare di una capolettera
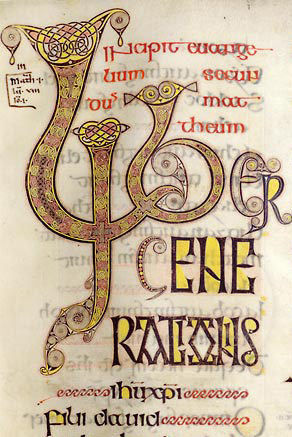
Evangeliario di Echternach, Particolare di una capolettera
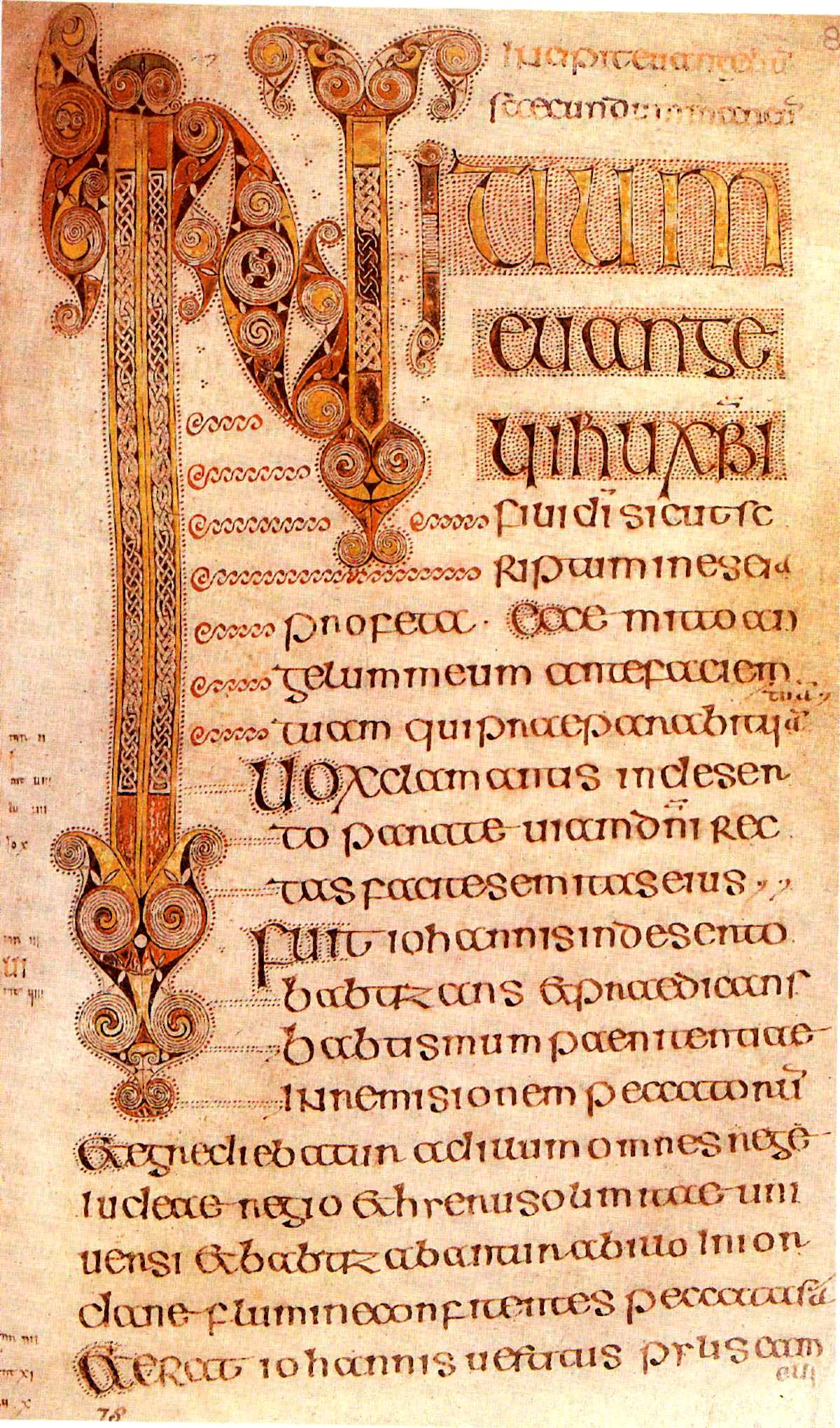
Libro di Durrow, Incipit del Vangelo di Marco

### Soggetti raffigurati
I primi soggetti figurativi dell'arte libraria insulare sono generalmente immagini della croce cristiana, a volte incluse in una pagina tappeto come nell'Evangeliario di Lindisfame. Le prime rappresentazioni di esseri umani nei manoscritti britannici si verificano probabilmente solo in conseguenza dell'influenza di opere acquisite dall'Europa continentale. Gli specialisti sono stati in grado di distinguere diversi dettagli di queste prime miniature che sono condivise con antichi manoscritti del Diatessaron dalla Persia, che potrebbero essere giunti nelle isole britanniche a seguito di un pellegrinaggio nel Vicino Oriente. Le rappresentazioni dell'uomo sono molto schematiche, con individui a piedi, di solito gli Evangelisti, rappresentati senza ali o nimbo. A volte la loro rappresentazione è limitata ai loro simboli (leone, toro, aquila, uomo), raffigurati in maniera araldica e non naturalistica.

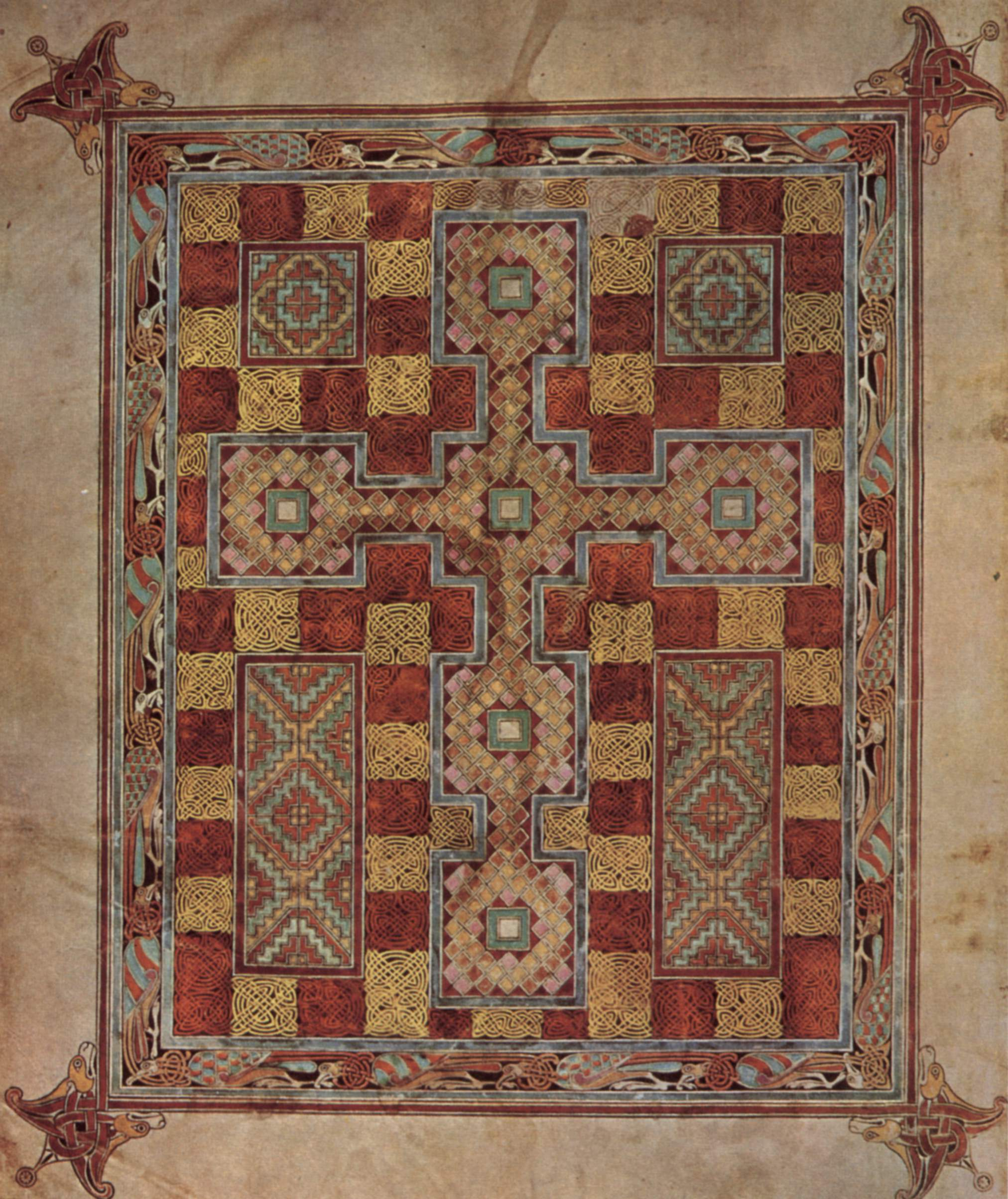
Evangeliario di Lindisfarne, Croce integrata in una pagina tappeto
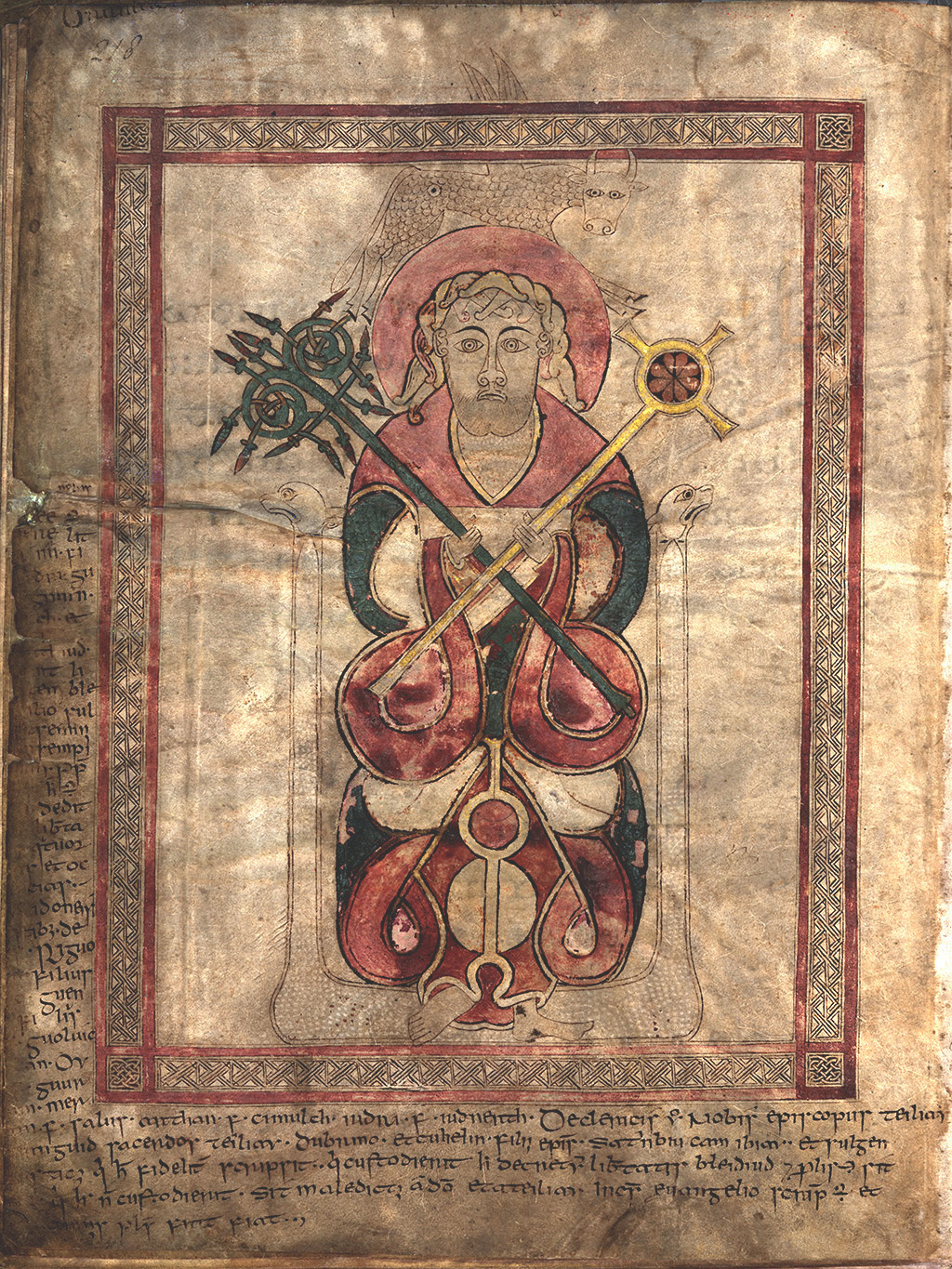
Evangeliario di Lichfield, Ritratto di San Luca
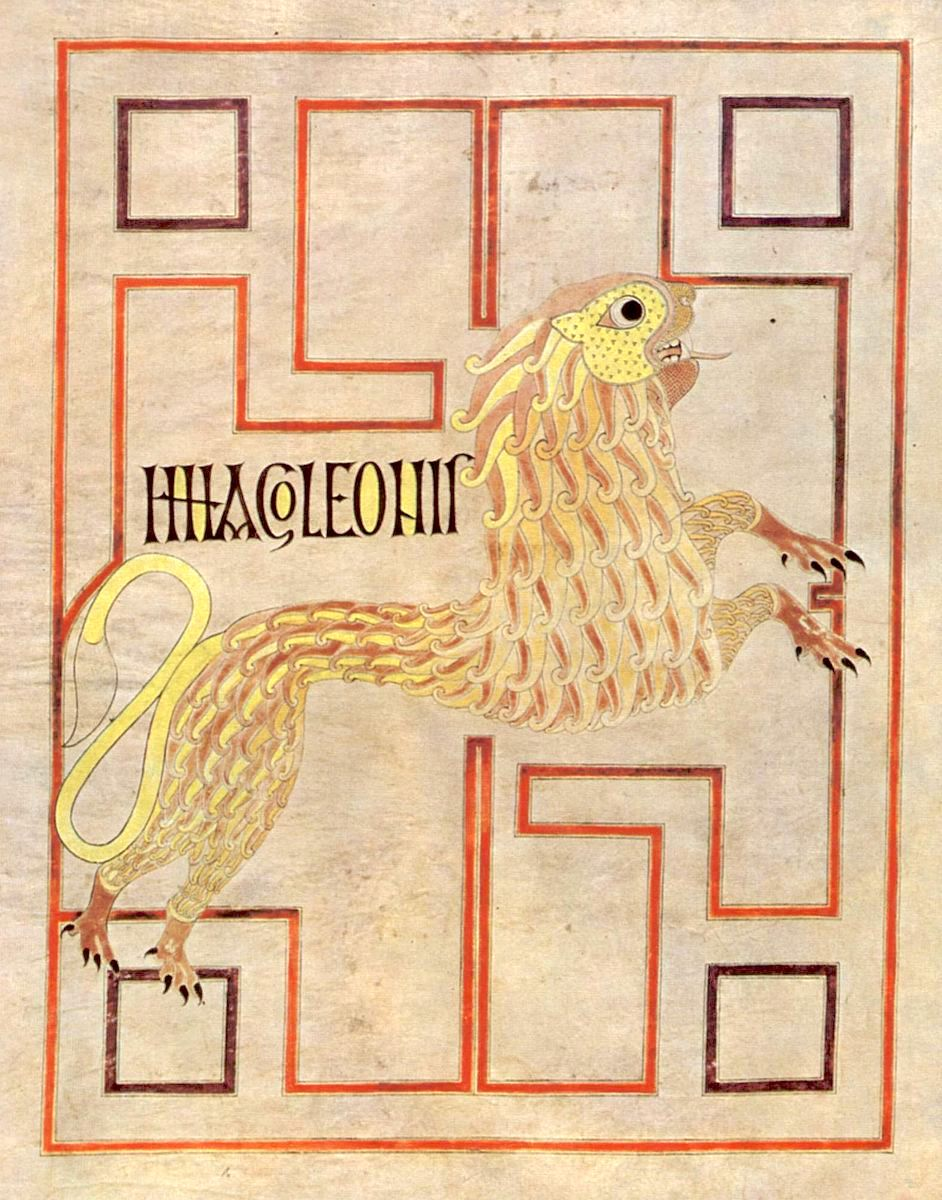
Evangeliario di Echternach, Leone, simbolo di San Marco

## I principali centri di produzione

### Europa continentale
La scuola franco-sassone, talvolta chiamata anche franco-insulare, designa uno stile della miniatura carolingia comune negli scriptoria delle abbazie nei territori più settentrionali dell'Impero carolingio (attuali Belgio e nella Germania settentrionale) dal IX alla fine del X secolo. È caratterizzato dalla combinazione dello stile carolingio con elementi della miniatura insulare. S'irradiò in tutto l'impero carolingio grazie alla produzione di manoscritti di lusso destinati all'aristocrazia franca e ai monasteri di tutta Europa. Questo stile continuò a lungo in questa regione fino al periodo romanico.
Prendendo a modello le opere iberno-sassoni dell'VIII secolo, la scuola franco-sassone propose uno stile di gusto decorativo "retrò" rispetto al classicismo riscoperto dai Carolingi. Anticipazioni di questa tendenza si ebbero nello scriptorium dell'abbazia di Saint-Amand con la cosiddetta Seconda Bibbia di Carlo il Calvo, risalente a circa l'870, nella quale si tornò alla decorazione aniconica, priva cioè delle piene pagine figurate, alle decorazioni angolari e alle grandi lettere capitali dalla geometria armoniosa e raffinata. Emersero in questo periodo nuovi scriptoria che ne diedero ulteriori esempi: le abbazie di Saint-Vaast ad Arras, di Saint-Omer e di Saint-Bertin. Da quest'ultima proviene il Salterio di Ludovico II il Germanico, scritto nel terzo o quarto decennio del IX secolo.
Lo stile franco-sassone predilige ornamenti e rappresentazioni non figurative e l'uomo è molto raramente rappresentato. Le miniature sono così concentrate nelle capolettera e nelle cornici delle pagine. Si tratta in genere di forme geometriche e motivi zoomorfi molto spesso tratti dalla miniatura insulare iberno-sassone e particolarmente da intrecci, palmette e teste di animali. Come nelle coeve opere delle Isole britanniche, la calligrafia è spesso usata per enfatizzare il testo, ad es. tramite le "pagine tappeto". La differenza con l'arte insulare sta nell'uso della simmetria e nell'ordine che compone la pagina in modo razionale. Quando compaiono i personaggi, sono influenzati dalle vicine scuole di miniatura carolingia, come quella di Reims.

## Elenco di manoscritti notevoli
- Il Cathach di san Columba
- L'Orosio Ambrosiano
- L'Evangeliario di Durrow
- I Vangeli di Durham
- I Vangeli di Echternach
- I Vangeli di Lindisfarne
- I Vangeli di Lichfield
- L'Evangeliario di San Gallo
- Il Libro di Armagh
- Il Libro di Kells

### Bibliografiche
1. ↑  British Library, Cotton MS Nero D.IV
2. 1 2  (EN) Françoise Henry, The Book of Kells, New York, Alfred A Knopf, 1974,  pp. 150-151, ISBN 0-394-49475-X.
3. ↑  (EN) Laing LR, The archaeology of late Celtic Britain and Ireland, c. 400-1200 AD, Taylor & Francis, 1975,  p. 391.
4. ↑  Henry 1968, p. 89.
5. ↑  IAS 1846, Vol. 10, p. 127.
6. 1 2  Higgit 1996.
7. 1 2  (EN) Meehan B, Le Livre de Kells, Thames & Hudson, 1995,  pp. 9-10, ISBN 2878110900.
8. ↑  Nordenfalk 1977, pp. 96-107.
9. ↑  Nordenfalk 1977, pp. 25-26.
10. ↑  (FR) Le scriptorium de l'abbaye de Saint-Amand - Bibliothèque de Valencienne,  https://web.archive.org/web/20110821035942/http://bookline-03.valenciennes.fr/bib/decouverte/expositions/expovirtuelle/ecolefrsax.asp. URL consultato il 23 febbraio 2012 (archiviato dall'url originale il 21 agosto 2011).
11. ↑  Firenze, Biblioteca Laurenziana, Amiat. 1
12. ↑  Alexander 1978, nr. 7.
13. ↑  Nordenfalk 1977, pp. 14-15.
14. ↑  Nordenfalk 1977, pp. 13-14.
15. ↑  Nordenfalk 1977, p. 16.
16. ↑  Nordenfalk 1977, pp. 16-17.
17. ↑  Nordenfalk 1977, p. 13.
18. ↑  Nordenfalk 1977, pp. 19-20.
19. ↑  Kitzinger 2005, pp. 71-72.
20. ↑  Ciardi Dupré 1997.
21. ↑  (DE) Mütherich F e Gaehde JE, Karolingische Buchmalerei, München, Prestel, 1979,  pp. 66-67, ISBN 3-7913-0395-3.
22. ↑  (FR) Laffitte MP e Denoël C, Trésors carolingiens: Livres manuscrits de Charlemagne à Charles le Chauve, Bibliothèque nationale de France - Seuil, 2007,  pp. 208-209, ISBN 978-2-7177-2377-9.